# Valea Vinului, Bistrița-Năsăud
Valea Vinului(în maghiară Radnaborberek / Borpatakhoz) este un sat în comuna Rodna din județul Bistrița-Năsăud, Transilvania, România.

## Istorie
- Satul este atestat documentar în anul 1853 cu numele Borpatakhoz.
- La origine era un mic sat maghiar catolic.
- Satul a avut o perioada înfloritoare în perioada extragerilor miniere de aur, argint, zinc, cupru și plumb. Din mine ar fost extrase 2.000 de tone argint, 60 de tone cupru, 300 de tone zin, 100 de tone plumb și 2-3 kg aur în perioada Austro-Ungară.
- O dată cu unirea Transilvaniei cu România, extracțiile de la Valea Vinului s-au oprit, iar minele au fost închise. Sătenii fiind nevoiți să se îndrepte spre agricultură.
- În prezent, datorită lipsei învățământului în limba maghiară cea mai mare parte a locuitorilor au uitat limba maghiară ei vorbind româna.

## Demografie
- La recensământul din 1910, populația satului era de 384 de locuitori dintre care 80 s-au declarat români, iar 308 maghiari.
- La recensământul din 1992, populația satului era de 235 de locuitori dintre care 78 s-au declarat români, iar 160 maghiari.
- La recensământul din 2002, populația satului era de 235 de locuitori dintre care 128 s-au declarat români, iar 107 maghiari.

## Religie
- La recensământul din 1910, populația satului era de 384 de locuitori dintre care: 347 Romano-Catolici,  28 Greco-catolici, 5 Iudaici, 2 reformați, un ortodox și un evanghelic.
- La recensământul din 1992, populația satului era de 235 de locuitori dintre care: 174 Romano-Catolici, 54 ortodocși, 3 reformați, 2 Baptiști, un Penticostali și un Greco-catolic.
- La recensământul din 2002, populația satului era de 235 de locuitori dintre care: 166 Romano-Catolici, 47 ortodocși, 16 Penticostali, 3 reformați, 2 Baptiști și un Greco-catolic.

Componența etnică a satului Valea Vinului (1910)
     Maghiari (80,21%)
     Români (20,83%)
Componența etnică a satului Valea Vinului (1992)
     Maghiari (68,09%)
     Români (33,19%)
Componența etnică a satului Valea Vinului (2002)
     Români (54,46%)
     Maghiari (45,54%)
Componența confesională a satului Valea Vinului (1910)
     Romano-catolici (90,36%)
     Greco-catolici (7,29%)
     Iudaici (1,3%)
     Reformați (0,52%)
     Luterani (0,26%)
     Ortodocși (0,26%)
Componența confesională a satului Valea Vinului (1992)
     Romano-catolici (74,04%)
     Ortodocși (22,97%)
     Reformați (1,27%)
     Baptiști (0,85%)
     Penticostali (0,42%)
     Greco-catolici (0,42%)
Componența confesională a satului Valea Vinului (2002)
     Romano-catolici (70,63%)
     Ortodocși (20%)
     Penticostali (6,8%)
     Reformați (1,27%)
     Baptiști (0,85%)
     Greco-catolici (0,42%)

## Cultură
Scriitorul maghiar Reményik Sándor a scris în anul 1921 la Valea Vinului poemul „Vadvizek zúgásában”.

## Obiective turistice
- Rezervația botanică Poiana cu narcise din Muntele Saca (5 ha).
- Vârful Ineu, Munții Rodnei
- Lacul Lala Mic și Lacul Lala Mare